# 幻觉
幻覺是在沒有现实外在刺激作用于感觉器官时，出现的虚幻的知觉体验。就幻觉的性质，可分为真性幻觉和假性幻觉。临床上，一般按照不同的感觉器官进行分类，常见的有听幻觉（幻听）、视幻觉（幻视）、嗅幻觉（幻嗅）、味幻觉（幻味）和触幻觉（幻触）等。

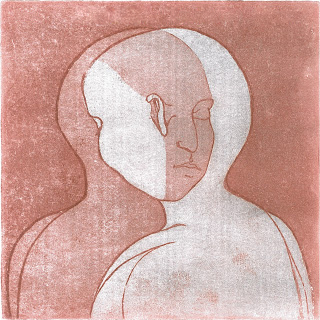
象徵幻覺的藝術品

產生幻覺者可感知到某物或某事件（在五種感官中的任何一種），通常出現在涉及多個疾病領域（例如精神病學、神經學和眼科學）的病患身上。幻覺是生動的、實質的，並且被認為位於外部客觀空間。它們可與幾種相關現象區分開，例如做夢（快速動眼期睡眠），它不涉及清醒狀態；偽幻覺（pseudohallucination），它並不模仿真實感知，且能準確地被認為是不真實的；錯覺，它涉及對真實感知的扭曲或誤解；以及心理意象，它不模仿真實感知，且由個人自主控制；和心像（想像），它不模仿真實的感知，並處於自覺/自願的控制之下。幻覺也不同於“妄想性知覺”，後者是對正確感知並解釋的刺激（即真實感知）賦予額外意義的情況。
“幻覺”一詞是由17世紀的醫師托马斯·布朗爵士於1646年引入英語的，源自拉丁詞語 “alucinari”，意為“在心中徘徊”。對布朗而言，幻覺意指一種“變質的視覺，且其對象被錯誤地接收”。
幻覺可以發生在任何感覺模式中：視覺、聽覺（幻聽）、嗅覺、味覺、體感、本體感覺、平衡覺、傷害感受（nociception/nocioception）、溫度感受（thermoception）和時間知覺等。
一種輕微的幻覺被稱為障礙（disturbance），可以在上述大多數感官中發生。這些可能是在周邊視覺（peripheral vision）中看到運動，或聽到微弱的噪音或聲音。幻聽在精神分裂症中非常常見；它們的意境可能是正面的（如告訴對象關於他們自己的好東西）或負面的，如詛咒該對象。 據統計，55% 的幻聽在內容上帶有負面內容，例如，幻聽者聽到人們在談論有關他的事物，而不是直接與他們交談。像幻聽一樣，視覺幻覺的來源也可以被感知為在主體身體後方。通常，幻覺發生者會同時體驗到幻聽及其對應的視覺效果。
幻覺可能與藥物使用（特別是致谵妄剂 deliriant）、睡眠剝奪 、精神病 (症状) 、神經系統疾病及譫妄震顫有關。許多幻覺也發生在睡眠癱瘓期間。
不管是心像、還是錯覺，都不能算是幻覺。幻覺是一種道道地地、如假包換的知覺，但是，它跟錯覺不一樣，它根本沒有相對應的刺激。它是一種無中生有的知覺，不隨著患者的意志而改變。幻覺的成因至今未明，治療上，一般都是以抗精神藥物為主，它跟妄想一樣，都是重大精神疾病的指標。

## 幻覺的種類
- 幻聽（聽幻覺，auditory hallucination）：是指患者在沒有真正外界聲音刺激的情況下，而聽到的來自外界的聲音，這些聲音可以是說話聲、音樂聲等，也可以是一些討論的聲音。患者有時可能服從來自這些幻聽聲音的命令，而導致危險的發生。可分成非人聲聽幻覺、人聲聽幻覺(命令式、批評式、交談式)。是一種知覺的障礙，為思覺失調症常見的正性症狀之一，特點為缺乏真實的外在刺激，卻出現錯誤的感官感受，如聽到人聲或是其他聲音的經驗；這些聲音可能是在批評、責罵、讚美或說笑話，甚至會出現指使您做出傷害自己或他人的行為[11]。每個人聽到聲音的體驗可能會有很大的差異，即使是同一個人，聽到聲音的體驗也會有很大差異。它們在不同情況下會有差異，包括聽到的頻率、聽起來的樣子、說的內容以及是否熟悉。那些聲音可能來自單一來源（例如電視）或多個來源。它可能是一個單一的聲音，也可能是多個聲音。它們可能會直接與人交談、討論或描述正在發生的事件。這些聲音可能是正面的、負面的或中性的。有時，聽到的聲音可能是令人心煩意亂或痛苦的。這些聲音可能會命令你做一些對自己或他人造成傷害的事情。語言幻覺最常見於患有精神分裂症和/或創傷後壓力症候群 (PTSD) 的人，但它們也可能發生在沒有任何健康問題的人身上。聽幻覺也可以表現為聽到聲音或噪音，例如音樂、動物叫聲、自然聲音或背景噪音。它們似乎來自你周圍空間的任何地方或你的腦海中。噪音大小可以從非常安靜到非常大。如果你在入睡時（入睡前幻覺）或醒來時（入睡後幻覺）出現幻聽，這被視為正常現象，通常無需擔心，多達 70% 的人至少經歷過一次此類幻覺[12]。
- 幻視（視幻覺，visual hallucination）：是指患者在沒有真正外界光波干擾的情況下，而看見來自自我的不自主的視覺，例如白日夢，相較於前者，幻視可能導致思維錯亂把幻覺當成真實而發生失控的危險事件。許多假說被提出來解釋視覺幻覺的成因，這些假說被 Asaad 和 Shapiro[12]總結並分類為：心理生理學（即大腦結構的異常）、心理生物化學（即神經遞質的紊亂）、以及心理動力學（即無意識內容進入意識層面）。視覺幻覺可能由這三種過程共同作用引起，因為大腦解剖結構、化學機制、個人經歷和心理動力學意義之間存在相互影響。迄今為止，尚無單一神經機制可以解釋所有類型的視覺幻覺；然而，不同病症下產生的視覺幻覺之間的相似性暗示著可能存在一條共同的最終通路。Manford 和 Andermann[13]將複雜視覺幻覺的病理生理機制總結為三種主要假設。第一種機制涉及負責視覺處理的大腦皮層中心受到刺激（例如癲癇活動）。初級視覺皮層（Brodmann 區域 17）的刺激會導致簡單的基本視覺幻覺，而視覺聯合皮層（Brodmann 區域 18 和 19）的刺激則會導致更複雜的視覺幻覺，這些數據得到了腦電圖（EEG）記錄和直接刺激實驗的支持。導致視覺系統去神經化的病變可能引發皮層釋放現象，包括視覺幻覺[14]。正常的視覺輸入通常受到抑制過程的控制，而這種控制會因去神經化而被移除。進一步研究表明，失去神經輸入的神經元會經歷特定的生化和分子變化，導致整體興奮性增加(類似於截肢患者經歷的幻肢綜合症中觀察到的去神經超敏反應）[15]。多種病變可能導致輸入信號的喪失，並抑制其他認知功能[16]。值得注意的是，視覺幻覺可能由長期的視覺剝奪引發。一項研究報告稱，在 13 名被蒙眼 5 天的健康受試者中，有 10 人出現視覺幻覺；這一發現強烈支持單純的正常視覺輸入喪失足以引發視覺幻覺的觀點[17]。最後，由於網狀激活系統在維持喚醒中的作用，它被認為與視覺幻覺的生成有關。腦幹損傷（如腳橋部幻覺）已被證明會導致視覺幻覺。此外，某些睡眠障礙患者中視覺幻覺很常見，而嗜睡者更容易出現幻覺。觀察顯示，嗜睡者更頻繁地出現視覺幻覺（即使在沒有明顯睡眠病理的情況下），這表明網狀激活系統在視覺幻覺中發揮作用，儘管具體的機制尚未確定。[18]
- 幻嗅（嗅幻覺，olfactory hallucination）：醫學專有名詞為「phantosmia」，意思是 phantom smell，指的是病患經歷嗅覺幻影，就像遇到幽靈一樣想找也找不到在哪，也被稱作「幽靈嗅」[19]。指患者嗅到一些實際並不存在的氣味，像是燃燒的頭髮或腐爛的食物等。幻嗅可能是潛伏中的疾病的徵兆，患者也會因為無法忍受任何東西的味道而暴瘦、患上精神病或抑鬱症等[20]。嗅幻覺氣味通常很難聞；有些人聞到糞便或污水的味道，有人描述聞到煙味或化學物質的味道。這些症狀可能是由巨大的噪音或進入鼻孔的氣流變化引起的。令人毛骨悚然的是，有些人似乎預感到這些事情即將發生。嗅幻覺氣味首次出現時可能會持續數分鐘，之後可能會每天、每週或每月重複出現，最長可達一年。由於我們的嗅覺主導著我們口中食物的味道，因此在幻覺發作期間食用的任何食物都會受到幻覺氣味的影響，不難看出這些症狀會嚴重影響一個人的生活品質[21]。通常第一次幻嗅體驗發生在 15 至 30 歲之間，女性比男性更容易出現[22]。它已在許多不同的患者群體中被發現，包括患有憂鬱症、偏頭痛、癲癇、精神分裂症的患者。幻嗅的發生率差異很大，從 0.8% 到 25% 不等，對於已經患有嗅覺疾病的人來說，發生率要高得多[21]。幻嗅的原因是什麼還不知道，但一般認為不是源於大腦中樞區域，包括控制情緒的區域，就是源於與嗅覺功能更相關的外圍區域，例如參與檢測氣味的區域[21]。
- 味幻覺（gustatory hallucination）：是指在沒有外界味覺刺激的情況下，個體感知到特定味道的現象。這種幻覺可能涉及苦、甜、鹹或其他難以描述的味道或患者嘗到食物中有某種特殊的或奇怪地味道，因而拒食，也常與其它幻覺和妄想結合在一起而出現[23]。可能的原因有：¹思覺失調症：患者可能感知到令人厭惡的味道，如農藥味、金屬味或苦味，這通常與被害妄想同時出現，導致拒絕進食，並加深被害妄想[24]。²癲癇：當皮層味區產生異常放電時，臨床止患者可產生不快的味覺，常與與嗅覺混雜。發作後出現異常味覺常表示有複雜的顳葉發作，此時多伴有流涎，咀嚼和用力嗅聞的動作[25]。³顳葉損傷：特別是勾狀回癲癇發作，病人會經驗到苦，甜，鹹味或像菸草味以及無法描述的奇怪味道。4%病人有顳葉癲癇發作，也有從頂鰓區域發作[26]。
- 觸幻覺（tactile hallucination）：在沒有真正觸覺刺激的情況下，患者感到被觸摸的感覺[27]。觸幻覺是觸覺輸入的錯覺，模擬皮膚或其他器官所受到的各種壓力。觸覺幻覺的一種亞型是蟻走感（英語：Formication），即昆蟲在皮膚下爬行的感覺，通常與長期使用古柯鹼有關。然而，蟻走感也可能是更年期等正常荷爾蒙變化或週邊神經病變、高燒、萊姆病、皮膚癌等疾病導致的[28]。
- 幻肢（phantom limb）：是指被截肢或缺失的肢體仍連在身上的感覺，這是一種慢性疾病[29]。當大腿運動及感覺纖維的切斷末端受到刺激時，患者會感覺到，這種感覺好像來自不存在的肢體。有時患者可能會感覺到不存在的肢體疼痛。大約 80% 至 100% 的截肢者會在截肢後感受到感覺。然而，只有一小部分人會出現痛苦的幻肢感（幻肢痛，phantom pain）。這些感覺在截肢者中比較常見，通常無需治療即可在兩到三年內消失。相關研究仍在繼續探索幻肢痛（PLP）的潛在機制和有效的治療方案[30]。
- 共聯幻覺（联觉，synesthesia）：共聯幻覺是人在受到刺激時，產生「額外」或不相關的感官體驗的現象[31]。共聯幻覺是一種神經系統疾病，其中一種感覺的刺激（例如聽到聲音）會激活另一種不相關的感覺（例如看到顏色）。目前尚未發現共聯幻覺的單一病因。科學界的許多人認為，這種情況可能是由於大腦中的神經元在受到刺激時發射訊號，這可能會觸發附近神經元的突觸而引起的。根據一些研究，這也可能是遺傳的。科學家認為，估計有 2-4% 的人口可能患有共聯幻覺，但他們也承認，可能有更多人未被診斷出來。功能性磁振造影 (fMRI) 的新研究表明，當受到某些刺激時，共聯幻覺者的大腦中負責視覺的區域會急劇增大。相關研究中提到的另一項測試表明，某些人的感覺受體可能更加活躍，使他們表現出「額外的感覺」。目前科學支持這樣的假設，共聯幻覺有兩種基本形式：聯想型和投射型[32]。
- 功能性幻覺（functional hallucination）：這些幻覺僅在感知到特定客觀刺激的情況下才會出現，因此每次有特定的外部刺激（例如水龍頭流水），同時會出現幻覺（例如聽到聲音），而兩者感覺是同時被感知的，這可能是慢性精神分裂症的症狀[33]。
- 將睡幻覺（睡前幻觉，hypnagogic hallucination）及將醒幻覺（醒前幻觉，hypnopompic hallucination）：將睡幻覺就是在入睡時出現的短暫幻覺。它們很常見，通常無需擔心。它們通常是視覺性質的，例如圖案、形狀或閃光燈的圖像。多達 70% 的人至少經歷過一次這種感覺。雖然將睡幻覺是嗜睡症的常見症狀，但它也會發生在沒有嗜睡症的人身上。如果在白天或晚上完全清醒時還出現幻覺，則這可能是精神健康障礙或神經系統疾病的徵兆。將睡幻覺和將醒幻覺都是與睡眠有關的幻覺。將睡幻覺發生在入睡時，而將醒幻覺則發生在醒來時，這兩種類型通常都無需擔心[34]。將醒幻覺就是早上醒來時出現的幻覺，與將睡幻覺非常相似[35]。
- 既視感（déjà vu）：是一種似曾相識的感覺，令人覺得自己經歷過某個不曾發生的場景或事件。又稱幻覺記憶，該名詞來自法文「déjà vu」指的是「似曾相識」，也就是此情此景已經見過。既視感是一種怪異的感覺，你好像經歷過某件事，卻同時知道自己根本不可能經歷過。最常見的既視感例子如：第一次去某國家玩，產生一種莫名的熟悉感，你似乎曾走在同一條路上、去過同一座城市、吃過同一道料理。這趟分明是第一次的旅行，卻像舊地重遊一般。克里夫蘭醫學體系神經學博士庫利（Jean Khoury）指出：「既視感是一種錯誤的熟悉感，大腦會創造出一種感覺，讓你覺得自己經歷過某種情況，但你卻無法從記憶中找到它，也無法確定實際經驗從何而來。」，儘管既視感原因不明，多數學者的共識，是既視感跟記憶處理脫不了關係。臨床研究發現，顳葉癲癇患者在癲癇發作前，也都會伴隨著短暫的既視感出現，隨後癲癇緊接著發作。而這兩者（癲癇跟既視感）的關聯，就是顳葉，顳葉既是局部性癲癇的腦區，也跟視覺記憶、感官輸入有關。內側顳葉則主管空間記憶跟記憶鞏固，腦神經學家推測，這個區塊就是既視感主要發生的區域之一。2012年的研究發現，當實驗者刺激內側顳葉中的「內嗅皮質（entorhinal cortex）」，就會創造類似既視感的經驗[36]。
- 微視幻覺（micropsia （页面存档备份，存于），lilliputian hallucination）：是指在清醒狀態且沒有外界相應刺激的情況下察覺到微小的人類、動物或幻想人物。微視幻覺被歸類為視幻覺，或在多種感官模式中同時感知時，歸類為複合幻覺。 「Lilliputian hallucination」這個名詞由法國精神科醫師Raoul Leroy （页面存档备份，存于）（1869-1941）於1909 年提出，明確地指的是強納森·史威夫特的《格列佛遊記》中湧入小人國的那些「身高不到六吋」的矮人。根據Raoul Leroy (1909) 的說法，在這種背景下感知到的生物具有微小、多色、機動性和和藹可親的特徵，它們經常大規模活動，似乎棲息在患者的外部世界中，在真實的門下行進，在真實的椅子和桌子上攀爬，且通常遵守重力和三維空間定律。據說，這些幻覺生物很少與觀察它們的人互動，對該幻覺本質的洞察力往往會被保留下來。[37]
- 巨視幻覺（macropsia （页面存档备份，存于））：是一種視覺現象，會讓物體看起來比實際尺寸更大。這種現象可能改變視覺感知，使物體被感覺成比實際尺寸更大[38]。
- 自體幻覺（autoscopic hallucination）：自體幻覺是一種罕見現象，在患有合併症的患者中報告了少數病例，而在患有精神分裂症的患者中僅報告了一例。當出現自體幻覺時，患者會看到自己身體的複製體，但自我意識卻沒有任何改變。觀察者的視角是以身體為中心，呈現為鏡像反轉。[39]這種現象最具特色的特徵是患者的視覺體驗：生動、多樣、立體，患者確信其是真實的，通常會對視覺感到害怕或驚訝[39][40]。
- 其他幻覺：深處體幻覺（hallucination of deep sensation） 、思想複誦（audible thoughts）、陌生感。

## 幻覺的產生原因
幻覺可能是嚴重心理健康問題的徵兆。譬如，幻覺的存在或經驗是診斷精神分裂症的標準之一。幻覺可能由發燒以及影響大腦或視神經的疾病、損傷引起的。帕金森氏病會導致多達75%的人出現視覺、聽覺和觸覺幻覺。癲癇和偏頭痛也與幻覺有關，並可能導致感知障礙，有時會持續數天。施用某些物質，尤其是致幻藥物（例如LSD；麥角酸二乙酰胺或愷他命；氯胺酮），也會引起幻覺。幻覺也可能出現在沒有任何潛在疾病的人身上。譬如，有些人在極度痛苦或悲傷時可能會出現幻覺。睡眠不足等環境因素會導致一系列感知障礙，包括視覺和聽覺幻覺。感覺剝奪（例如被置於隔音室中），也會引起幻覺。

## 文內注釋及引用來源
1. ↑  . 术语在线. 全国科学技术名词审定委员会. （简体中文）
2. ↑  . National Library of Medicine.   [2024-12-28]. （原始内容存档于2025-03-21）.
3. ↑   (PDF).   [2022-06-25]. 原始内容存档于2021-02-24.
4. ↑  Leo P. W. Chiu.  (PDF). Journal of the Hong Kong Medical Association. 1989, t 41 (3): 292–7  [2021-12-23]. （原始内容 (PDF)存档于2021-02-24）.
5. ↑  Adámek, Petr; Langová, Veronika; Horáček, Jiří. . Schizophrenia. 2022-03-21, 8 (1)  [2024-12-28]. PMC 8938488 . PMID 35314712. doi:10.1038/s41537-022-00237-9. （原始内容存档于2025-03-17） （英语）.
6. ↑  托馬斯·布朗. . 1646.
7. ↑  . Psychiatric Times.   [2021-02-01]. （原始内容存档于2022-06-07）.
8. ↑  Waters F, Collerton D, Larøi F. . Schizophrenia Bulletin. 13 July 2014, 40 (4): S233–S245. PMC 4141306 . PMID 24936084. doi:10.1093/schbul/sbu036 .
9. ↑  Jalal, Baland. . Psychopharmacology. 2018-10-05, 235 (11). PMC 6208952 . PMID 30288594. doi:10.1007/s00213-018-5042-1 （英语）.
10. ↑  . www.reangel.com.   [2025-01-03]. （原始内容存档于2024-06-24） （中文（臺灣））.
11. ↑  三軍總醫院.  (PDF). 幻聽症狀護理指導 - 三軍總醫院.
12. 1 2  Asaad, G.; Shapiro, B. . The American Journal of Psychiatry. 1986-09, 143 (9)  [2024-12-28]. ISSN 0002-953X. PMID 2875662. doi:10.1176/ajp.143.9.1088. （原始内容存档于2025-02-02）.
13. ↑  Manford, M.; Andermann, F. . Brain: A Journal of Neurology. 1998-10,. 121 ( Pt 10)  [2024-12-28]. ISSN 0006-8950. PMID 9798740. doi:10.1093/brain/121.10.1819. （原始内容存档于2025-02-02）.
14. ↑  Menon, G. Jayakrishna; Rahman, Imran; Menon, Sharmila J.; Dutton, Gordon N. . Survey of Ophthalmology. 2003, 48 (1). ISSN 0039-6257. PMID 12559327. doi:10.1016/s0039-6257(02)00414-9.
15. ↑  Burke, W. . Journal of Neurology, Neurosurgery, and Psychiatry. 2002-11, 73 (5)  [2024-12-28]. ISSN 0022-3050. PMC 1738134 . PMID 12397147. doi:10.1136/jnnp.73.5.535. （原始内容存档于2025-02-03）.
16. ↑  Cogan, D. G. . Albrecht Von Graefes Archiv Fur Klinische Und Experimentelle Ophthalmologie. Albrecht Von Graefe's Archive for Clinical and Experimental Ophthalmology. 1973-08-23, 188 (2). ISSN 0065-6100. PMID 4543235. doi:10.1007/BF00407835.
17. ↑  Merabet, Lotfi B.; Maguire, Denise; Warde, Aisling; Alterescu, Karin; Stickgold, Robert; Pascual-Leone, Alvaro. . Journal of Neuro-Ophthalmology: The Official Journal of the North American Neuro-Ophthalmology Society. 2004-06, 24 (2)  [2024-12-28]. ISSN 1070-8022. PMID 15179062. doi:10.1097/00041327-200406000-00003. （原始内容存档于2025-02-02）.
18. ↑  Teeple, Ryan C.; Caplan, Jason P.; Stern, Theodore A. . The Primary Care Companion to The Journal of Clinical Psychiatry. 2009-02-15, 11 (1). ISSN 1523-5998. doi:10.4088/pcc.08r00673 （英语）.
19. ↑  . TechNews 科技新報.   [2025-01-03]. （原始内容存档于2025-01-14） （中文（臺灣））.
20. ↑  . *CUP. 2018-10-10  [2022-07-24]. （原始内容存档于2022-09-03） （美国英语）.
21. 1 2 3  Stafford, Lorenzo. . The Conversation. 2018-10-02  [2025-01-03]. （原始内容存档于2025-04-01） （美国英语）.
22. ↑  Leopold, Donald. . Chemical Senses. 2002-09, 27 (7)  [2025-01-03]. ISSN 0379-864X. PMID 12200340. doi:10.1093/chemse/27.7.611. （原始内容存档于2025-04-01）.
23. ↑  . cht.a-hospital.com.   [2024-12-26]. （原始内容存档于2024-12-26）.
24. ↑  . cht.a-hospital.com.   [2024-12-26].
25. ↑  . cht.a-hospital.com.   [2024-12-26]. （原始内容存档于2024-12-26）.
26. ↑  KingNet國家網路醫藥. . KingNet 國家網路醫藥.   [2024-12-26]. （原始内容存档于2024-12-26） （中文）.
27. ↑  高點建國醫護網. .
28. ↑  Berrios, G E. . Journal of Neurology, Neurosurgery & Psychiatry. 1982-04-01, 45 (4). ISSN 0022-3050. doi:10.1136/jnnp.45.4.285 （英语）.
29. ↑  Sembulingam, K., Ph.D. . Jaypee Brothers Medical Pub. 2012-10-01: 717. ISBN 9789350259368.
30. ↑  Manchikanti, Laxmaiah; Singh, Vijay; Boswell, Mark V. . Waldman, Steven D.; Bloch, Joseph I.  (编). . Philadelphia: W.B. Saunders. 2007-01-01: 304–315  [2025-01-03]. ISBN 978-0-7216-0334-6. （原始内容存档于2025-03-29）.
31. ↑  . www.betterhelp.com.   [2025-01-03] （美国英语）.
32. ↑  . www.betterhelp.com.   [2025-01-03]. （原始内容存档于2025-01-14） （美国英语）.
33. ↑  . encyclopedia.uia.org.   [2025-01-03]. （原始内容存档于2025-01-03）.
34. ↑  . Cleveland Clinic.   [2025-01-03]. （原始内容存档于2025-03-22） （英语）.
35. ↑  . Sleep Foundation. 2021-06-23  [2025-01-03]. （原始内容存档于2025-03-25） （美国英语）.
36. ↑  . 康健. 2023-07-12.
37. ↑  Blom, Jan Dirk. . Neuroscience & Biobehavioral Reviews. 2021-06-01, 125  [2025-01-04]. ISSN 0149-7634. doi:10.1016/j.neubiorev.2021.03.002. （原始内容存档于2023-10-26）.
38. ↑  . Taylor & Francis.   [2025-01-04]. （原始内容存档于2025-01-14） （美国英语）.
39. 1 2  Gajaram, Ganeya; Lake, Tiffiney; Nguyen, Dung; Sangha, Sukhjeet; Jolayemi, Ayodeji. . Cureus. 2021-02-23, 13 (2)  [2025-01-05]. PMC 7993062 . PMID 33786219. doi:10.7759/cureus.13510. （原始内容存档于2025-04-06） （英语）.
40. ↑  Lunn, Villars. . Acta Psychiatrica Scandinavica. 1970-11, 46 (s219)  [2025-01-05]. ISSN 0001-690X. doi:10.1111/j.1600-0447.1970.tb07987.x. （原始内容存档于2023-12-04） （英语）.
41. ↑  Patterson, Christopher; Procter, Nicholas. . The Conversation. 2023-05-24  [2025-01-03]. （原始内容存档于2025-01-14） （美国英语）.